# 둥펑 샤오캉 자동차
둥펑 샤오캉 자동차(영어: Seres Automobile (Hubei) Co., Ltd., 중국어 간체자: 赛力斯汽车（湖北）有限公司) 또는 둥펑쏘콘(영어: Dongfeng Sokon Automobile, 중국어 간체자: 东风小康, 병음: Dongfeng Xiaokang)은 2003년 6월 27일에 설립된 둥펑 자동차와 세레스 그룹 간의 합작 투자 회사이다.